# 三原市議会
三原市議会（みはらしぎかい）は、広島県三原市に設置されている地方議会である。2025年13日投開票、新議員24人（現職19人、元職2人、新人3人）が決まった。旧市町の地域別では三原18人、本郷4人、久井1人、大和1人。

## 概要
- 定数：24人[3]
- 任期：2025年4月24日 - 2029年4月23日[4]
- 議長：正田洋一[5]（みらい）（2025年4月30日 - ）[6]
- 副議長：杉谷辰次[5]（創志会）（2025年4月30日 - ）
- 三原市議会事務局：三原市役所本庁舎7階[7]

## 会派
2025年5月1日更新
- みらい（8人）
- 創志会（5人）
- 新風（3人）
- 市民ネットワーク（3人）
- 三原市議会公明党（3人）
- 創生みはら（3人）
- 無所属（2人）

## 党派
2025年4月14日現在
- 公明3人
- 共産1人
- 無所属20人

## 委員会
- 常任委員会[9]
  - 総務財務委員会（定数8人）
  - 厚生文教委員会（定数8人）
  - 経済建設委員会（定数8人）
- 議会運営委員会（定数8人）[9]

## 議員報酬と諸手当
- 月額[10]
  - 議長：月額 530,000円
  - 副議長：月額 475,000円
  - 議員：月額 428,000円
- 期末手当：6月1日及び12月1日（基準日）[11]
- 政務活動費
  - 交付対象：会派（所属議員が1人の場合を含む）
  - 交付額：月額 25,000円×各月1日における会派の所属議員数[12]

## 議会だより
- みはら 市議会だより（年4回発行、2月・5月・8月・11月）1日発行[13]
  - 創刊号：VOL.1（平成17年8月1日号）[14]

## 議員定数
| 投開票日      | 定数 | 立候補者 |
| ------------- | ---- | -------- |
| 2009年4月12日 | 32   | 34       |
| 2013年4月14日 | 28   | 36       |
| 2017年4月16日 | 26   | 28       |
| 2021年4月4日  | 25   | 28       |

## 歴代議長
- 守岡辰巳
- 真嶋 智
- 高下正則
- 白須 均
- 分野達見
- 梅本秀明
- 仁ノ岡 範之
- 陶 範昭
- 岡本純祥 ※任期中

## 沿革
- 1936年11月15日：御調郡の2町2村（三原町、糸崎町、山中村、西野村）と豊田郡の2村（田野浦村、須波村）が合併し、三原市、誕生。
- 2005年3月22日、三原市・豊田郡本郷町・賀茂郡大和町・御調郡久井町の1市3町が合併し、新生三原市となった。
- 2020年10月9日、YouTube三原市議会チャンネルを開設。
- 2023年7月14日、市議会は臨時会を開き、三原市本郷町南方の安定型産業廃棄物最終処分場の設置許可の取り消しなどを広島県に求める意見書案を可決した[15][16]。
- 2023年12月19日、市議会を長期欠席した市議の議員報酬と期末手当を減額する条例案を本会議に議員提案し、全会一致で可決した[17]。
- 2024年1月6日、8月の任期満了に伴う三原市長選挙に、田中裕規市議が無所属で立候補することを表明した[18]。
- 2024年2月13日、市議会は議会運営委員会を開き、2025年4月に予定する次回の市議選へ向け適正な定数についての議論を始めた[19][20]。
- 2024年3月19日、田中裕規市議が一身上の都合で辞職願を議長に提出し、この日の本会議で許可され辞職した[21]。
- 2024年7月28日、三原市長選挙が投開票され、現職の岡田が田中裕規前市議を12,982票差で下した。同日投開票の田中辞職に伴う市議会議員補欠選挙は小林香代が圧勝し当選した。